# Someday (I Will Understand)
»Someday (I Will Understand)« je pesem ameriške glasbenice Britney Spears, izdana preko soundtracka za resničnostni šov Britney & Kevin: Chaotic. V Evropi je 21. avgusta 2005 izšla tudi kot singl, in sicer preko založbe Jive Records. Britney Spears je pesem napisala dva tedna preden je ugotovila, da je noseča s svojim prvim otrokom. Besedilo pop balade »Someday (I Will Understand)« govori o čustvih noseče ženske. Remix verzijo pesmi so vključili tudi na njeno kompilacijo z remixi, izdano leta 2005, B in the Mix: The Remixes. Pesem »Someday (I Will Understand)« se je uvrstila med prvih deset pesmi na lestvicah na Danskem, Švedskem in v Švici ter zasedla eno izmed mest na še mnogih drugih evropskih glasbenih lestvicah. Črno-beli videospot za pesem se je predvajal v zadnji epizodi resničnostnega šova Britney & Kevin: Chaotic. Videospot je režiral Michael Haussman in prikaže Britney Spears kot nosečo žensko, ki se spreminja.

## Ozadje
Pesem »Someday (I Will Understand)« je napisala Britney Spears na klavirju v svoji hiši dva tedna preden je ugotovila, da je noseča s svojim prvim otrokom, Seanom Prestonom. Razložila je, da je pesem »nastala kot prerokba... ko zanosiš, postaneš močnejši.« Pesem je produciral Guy Sigsworth, ki je z njo sodeloval že pri pesmi »Everytime« (2003). Britney Spears je svoje vokale posnela v studiu Conway v Los Angelesu, Kalifornija in v studiu Frou Frou Central v Londonu, Anglija. Klavir je igrala Britney Spears sama, vse ostale inštrumente in mešanje pa je zaigral Guy Sigsworth. Spremljevalne vokale je zapela Kate Havnevik. Glasbeno je pesem »Someday (I Will Understand)« pop balada. Radijski remix Hi Biasa so leta 2005 izdali na njeni kompilaciji z remixi, B in the Mix: The Remixes.

## Sprejem

### Sprejem kritikov
Pesem »Someday (I Will Understand)« je prejela mešane ocene s strani glasbenih kritikov. Med ocenjevanjem resničnostnega šova Britney & Kevin: Chaotic je Mike McGuirk s spletne strani Rhapsody dejal, da so pesmi »Someday (I Will Understand)«, »Mona Lisa« in »Chaotic« »nadaljnje usmeritve Britney Spears v produkcijo in grozljivo izzivalna, da kar spominja na Princeova dela.« Med ocenjevanjem kompilacije B in the Mix: The Remixes je Kurt Kirton s spletne strani About.com napisal, da remixi pesmi, kot so »And Then We Kiss«, »Toxic« in »Someday (I Will Understand)«, »vzrajajo pri svojem«, medtem ko je Barry Walters iz revije Rolling Stone remixu pesmi dodelil negativno oceno, saj po njegovem mnenju »nič ne more rešiti grozljivo sentimentalne polomije singla 'Someday (I Will Understand)' Britney Spears.«

### Dosežki na lestvicah
1. septembra 2005 je pesem »Someday (I Will Understand)« debitirala na šestinštiridesetem mestu švedske glasbene lestvice. Naslednjega tedna je že zasedla deseto mesto. Na švicarski glasbeni lestvici je pesem 4. septembra 2005 debitiral na osmem mestu. 9. septembra 2005 je pesem debitirala na enajstem mestu danske glasbene lestvice. Naslednjega tedna je že zasedla osmo mesto. Pesem »Someday (I Will Understand)« se je uvrstila tudi med prvih dvajset pesmi belgijske (tako flandrske kot valonske), finske in norveške lestvice ter se zasedla tudi eno mesto na lestvicah na Nizozemskem in v Avstriji. Pesem »Someday (I Will Understand)« je po podatkih Nielsen SoundScana digitalno prodala 60.000 kopij v Združenih državah Amerike.

## Videospot
Videospot za pesem »Someday (I Will Understand)« je režiral Michael Haussman. Britney Spears je menila, da je »opravi[l] odlično delo pri zajemanju pomena pesmi, njeno bistvo in čustva, opisana v njej.« Dodala je še, da se je ob snemanju tega videospota »počutila drugače« kot pri drugih videospotih. Celoten videospot je črno-bel. Britney Spears je kasneje dejala, da se je ob pisanju te pesmi »sklenil njen življenjski krog« in da so se njene telesne in psihične spremembe odlično prikazale v tem videospotu. Videospot se je premierno predvajal 14. junija 2005 v peti in zadnji epizodi resničnostnega šova Britney & Kevin: Chaotic, naslovljeni kot »Veil of Secrecy«. Videospot prikazuje nosečo Britney Spears, ki leži v postelji in hodi okrog po svoji hiši in poje svojemu nerojenemu otroku. Medtem zre skozi okno in opazuje rimski kip na njenem liku. Dana Alice Heller je dejala, da so provokativne obleke in plesanje nadomestili osamljenost ter obleka Britney Spears, ki prikliče eterično umirjenost. Dana Alice Heller je videospot primerjala z Madonnino preobrazbo Kabale, vendar je dodala, da je bila Madonna »v svojih tridesetih, potem, ko so se tabloidi zelo zanimali za njen prvi zakon in nekaj propadlih razmerij,« Britney Spears pa je imela samo dvaindvajset let, zaradi česar se je njena preobrazba zdela nekoliko prisiljena.

## Seznam verzij
| - Evropski CD s singlom 1. »Someday (I Will Understand)« — 3:37 2. »Someday (I Will Understand)« (Hi Biasov radijski remix) — 3:46 - Evropski CD z maksi-singlom 1. »Someday (I Will Understand)« — 3:37 2. »Someday (I Will Understand)« (inštrumentalna verzija) — 3:37 3. »Someday (I Will Understand)« (Hi Biasov radijski remix) — 3:46 4. »Someday (I Will Understand)« (remix Leame & Moora) — 9:18 | - Japonski EP 1. »Someday (I Will Understand)« — 3:37 2. »Chaotic« — 3:33 3. »Mona Lisa« — 3:25 4. »Over to You Now« — 3:42 5. »Someday (I Will Understand)« (Hi Biasov radijski remix) — 3:46 - Digitalna različica / Dodatek k albumu The Singles Collection 1. »Someday (I Will Understand)« — 3:38 2. »Mona Lisa« — 3:26 |

## Ostali ustvarjalci
- Britney Spears – glavni vokali, tekstopisec, klavir
- Guy Sigsworth - produkcija
- Sean McGhee – mešanje, inženir, programiranje
- Chris Hawkes – mešanje, inženir, programiranje
- Tom Coyne –  urejanje
- Kate Havnevik – spremljevalni vokali

Vir:

## Dosežki
| Lestvica (2005)                  | Dosežek |
| -------------------------------- | ------- |
| Avstrija (Ö3 Austria Top 75)     | 32      |
| Belgija (Flandrija; Ultratop 50) | 17      |
| Belgija (Valonija; Ultratop 40)  | 11      |
| Danska (Tracklisten)             | 8       |
| Italija (FIMI)                   | 7       |
| Finska (Suomen virallinen lista) | 15      |
| Nemčija (Media Control AG)       | 22      |
| Madžarska (Mahasz)               | 6       |
| Nizozemska (Mega Single Top 100) | 36      |
| Norveška (VG-lista)              | 18      |
| Švedska (Sverigetopplistan)      | 10      |
| Švica (Media Control AG)         | 8       |